# Qassam
El Qassam (en árabe: صاروخ القسام , en hebreo: קסאם) es un cohete de metal relleno de explosivos producido por Hamás o la Yihad Islámica Palestina, del que ha desarrollado cuatro versiones. Se ha hablado del Qassam como un misil, pero no usa ningún sistema de guía. Se debe distinguir de los cohetes Grad, que también posee Hamás.
Los Qassam son lanzados regularmente desde la Franja de Gaza desde antes de la retirada de los asentamientos israelíes y al menos en una ocasión desde Cisjordania.

## El origen del nombre
El jeque Izzedin al-Qassam fue un influyente predicador musulmán durante el Mandato Británico de Palestina en los años 1930, y líder de la organización Mano Negra, calificada de terrorista por los británicos. La rama militar de Hamás tomó su nombre al crear las Brigadas de Izz ad-Din al-Qassam en 1992 y utilizó su nombre para bautizar el primer cohete de diseño propio.

## Versiones
El Qassam 1, utilizado por primera vez en octubre de 2001, tenía un alcance máximo de unos 3 a 4,5 kilómetros. El cohete tenía aproximadamente 60 mm de diámetro y pesaba alrededor de 5,5 kg. El Qassam 2, empleado principalmente entre 2002 y 2005, tenía aproximadamente 180 cm de largo, su alcance máximo era de 8 a 9,5 km y podía transportar una carga útil de 5 a 9 kg. En 2005 fue introducida la tercera variante, que posee un alcance máximo de 10 a 12 km y lleva una carga útil de 10 a 20 kg. En noviembre de 2003, en la televisión israelí, el corresponsal de asuntos militares Ronnie Daniel informó de que los palestinos estaban probando una nueva generación de cohetes (Qassam 4) que iba a tener un alcance de 17 km.

## Historia del Qassam

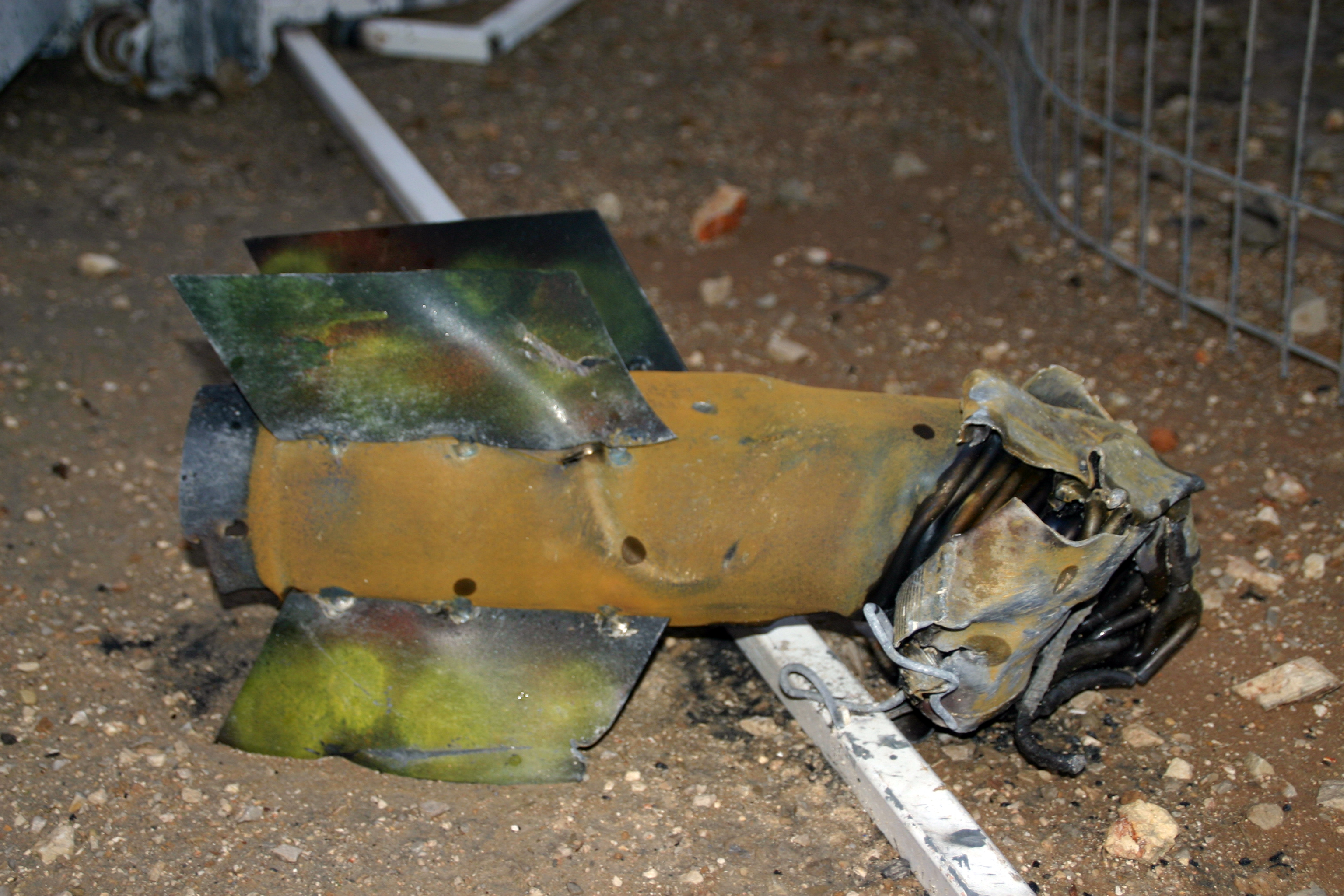
Restos de un cohete Qassam lanzado desde la Franja de Gaza.

El gráfico muestra el número de Qassam disparados mensualmente por Hamás desde la Franja de Gaza contra Israel entre los años 2002-2007.

Según Hamás, el Qassam fue desarrollado por Nidal Fat'hi Rabah Farahat y producido bajo la dirección de Adnan al-Ghoul, quien fue asesinado por las Fuerzas de Defensa de Israel en octubre de 2004.
Los cohetes Qassam fueron lanzados por primera vez contra objetivos israelíes en 2001. Debido al corto alcance de los primeros modelos, todos impactaron dentro de la franja de Gaza. Los primeros en impactar dentro de territorio israelí cayeron el 16 de abril de 2001. El 5 de marzo de 2002 una población israelí fue alcanzada por primera vez cuando dos cohetes cayeron sobre Sederot. Algunos cohetes han impactado en las afueras de la ciudad de Ascalón. En noviembre de 2008, la cantidad de cohetes lanzados contra la población civil de Israel excedían los 3.700. Según el Ministerio de Exteriores de Israel, en el año 2008 (de enero a noviembre) fueron 1.212.
Desde agosto de 2003, los Qassam son lanzados desde la Franja de Gaza a la ciudad de Ascalón. El 29 de junio de 2006, un cohete cayó en el extrarradio de la ciudad por primera vez. Ascalón es una población densamente habitada y ofrece una serie de blancos atractivos, como una importante central eléctrica y el oleoducto Ascalón-Eilat, que han sido alcanzados varias veces, produciendo daños menores. En diciembre de 2008, comenzaron a alcanzar la ciudad de Beer Sheva, capital del Distrito Sur de Israel.

## Víctimas
El primer ataque mortal contra israelíes utilizando cohetes Qassam, en el que murieron dos personas, fue en Sederot el 28 de junio de 2004. Según el Ministerio de Asuntos Exteriores de Israel, los cohetes Qassam han matado a 16 personas entre junio de 2004 y diciembre de 2008. Según investigaciones de B'Tselem, una ONG israelí de derechos humanos, desde junio de 2004 hasta finales de 2007, once israelíes, cuatro de ellos menores de edad, fueron muertos por cohetes Qassam lanzados desde Gaza. Otro civil israelí y un extranjero fueron muertos por cohetes Qassam que afectaron a los asentamientos de la Franja de Gaza. Aunque estos cohetes carecen de sistemas de guiado y son muy poco precisos (por ejemplo, en diciembre de 2008 dos menores palestinos murieron por su causa), el efecto psicológico de los cohetes sobre Israel ha sido muy significativo. 

## Respuesta israelí
El uso de los cohetes Qassam por parte de los palestinos produjo un shock en la sociedad y el ejército israelí no acostumbrados al uso de armamento de largo alcance por los palestinos, en contraste con el uso habitual de cohetes más potentes que Hezbolá lanza contra el norte del país.
El ejército israelí desarrolló un sistema de defensa temprana en Sederot y Ascalón con radares que detectan el lanzamiento de los cohetes y avisan a la población por medio de altavoces para protegerse. También ha adquirido un sistema de defensa antimisiles de fuego rápido. Según Giora Eiland, exdirector del Consejo de Seguridad Nacional israelí, «Su fuerza está justamente en su debilidad». Eiland, un oficial de alto rango retirado, sostuvo que se trata de «un problema tecnológico, no operativo ni de inteligencia», agregando que «no existe en el mundo un medio que los pueda localizar a tiempo y destruirlos: cuanto más primitivo es el cohete, más difícil es interceptarlo y alterar su acción».
Israel ha intentado detener el desarrollo y la producción de los cohetes con la destrucción de talleres metálicos que eran o podían ser usados en la fabricación de los cohetes, detenciones de combatientes y demolición de sus casas o, si lo ha considerado necesario, la respuesta militar.
Los cohetes lanzados desde la franja de Gaza, entre los que destaca el Qassam, han provocado o aumentado diversos episodios del conflicto palestino-israelí como los Conflictos entre la Franja de Gaza e Israel de 2014, 2021 y la Guerra de Gaza (2023-presente)